# Townsendia rothrockii
Townsendia rothrockii là một loài thực vật có hoa trong họ Cúc. Loài này được A.Gray ex Rothrock. miêu tả khoa học đầu tiên năm 1879.